# Lada Anatolijivna Silenko
Lada Shylenko (cirill betűkkel: Лада Шиленко; Kijev, augusztus 27.[forrás?] –) ukrán operarendező, díszlettervező, a Zenetudomány Filozófia doktora (PhD).

## Életpályája
A P. I. Csajkovszkij nevét viselő Ukrán Nemzeti Zeneakadémián 2014-ben Bachelor of Music zenei rendezői, a következő évben a zenei rendező mesterfokozatot, majd 2015-2018 között szakmai gyakorlatot szerzett. 
2017-2019.  Az Opolei Művészeti Egyetem (Lengyelország) a vizuális művészetek mestere fokozatot szerezte meg.
A Szumi Állami Pedagógiai Egyetem Előadóművészeti, Varieté és Rendezői Módszerek Tanszékének oktatója, docens munkakörben. 2021-ben doktori fokozatot (PhD) szerzett mint a Zenetudomány Filozófia doktora  A. Sz. Makarenko nevét viselő Szumi Állami Pedagógiai Egyetemen.
2024-ben gyakornoki programon vett részt az Amerikai Egyesült Államokban a New York-i  Metropolitan Operában.

## Színházi munkái
- Mikola Arkasz “Katerina” - rendező és látványtervező[3] (2025) Nemzeti Színház, JELEN/LÉT(Budapest)
- Gioachino Rossini: “La Cenerentola” - színpadi rendező (2024) Operosa Opera Fesztivál (Montenegro)
- Raphael Jacobs: “Quartier Est: Barre d'immeuble IV” - világítástervező (2024), Opéra national de Paris
- Vitalij Kirejko: “Forest Song” (“Az erdő dala”)[4] - rendező és látványtervező[5] (2024) Nemzeti Színház, JELEN/LÉT(Budapest)

- Gioachino Rossini: „La cambiale di matrimonio” - rendező és látványtervező (2021), Ukrán Nemzeti Operaház (Kijev)
- Gaetano Donizetti: „Rita”  - rendező és díszlettervező (2021)
- Juliusz Słowacki és Pedro Calderon: “Air’s Daughters” - rendezőasszisztens (2019),Jan Kochanowski Színház (Opole, Lengyelország)
- Gaetano Donizetti: „Rita”[6] - színpadi rendező (2017) Ukrán Nemzeti Operaház (Kijev)
- Gaetano Donizetti: „Rita” - színpadi rendező (2015) Theatre For Young Spectators (Kijev)

## Kiállítása
- Fotókiállítás az Ukrán Nemzeti Történelmi Múzeumban „Majdan, több mint élet és halál”[7] - művészeti igazgató (2016), Kijev